# Diáva
Diáva är en ort i Grekland.   Den ligger i prefekturen Trikala och regionen Thessalien, i den centrala delen av landet, 260 km nordväst om huvudstaden Aten. Diáva ligger 262 meter över havet och antalet invånare är 828.
Terrängen runt Diáva är kuperad åt nordost, men åt sydväst är den bergig. Runt Diáva är det ganska glesbefolkat, med 42 invånare per kvadratkilometer. Närmaste större samhälle är Kalampáka, 4,1 km öster om Diáva. Trakten runt Diáva består till största delen av jordbruksmark.